# Папа (фильм, 1995)
«Папа» (пол. Tato) — фильм режиссёра Мацея Слесицкого, снятый в 1995 году.

## Сюжет
Михал работает кинооператором и по характеру работы часто отсутствует дома. Его жена Эва занимается воспитанием их семилетней дочери Каси. Неожиданно у Эвы начинаются проблемы с психикой. Однажды вечером она наносит себе травмы, выбегает на лестничную клетку и обвиняет мужа в избиении. Соседи вызывают полицию. После этого случая Эва подаёт на развод. Суд оставляет ребёнка с матерью, но вскоре Эву кладут в психиатрическую клинику, а девочка остаётся с бабушкой. Михал не согласен с решением суда и похищает дочь. Но оказывается, что воспитывать ребёнка не так-то просто. Михалу приходится доказывать, что он может быть хорошим отцом, не только судьям, но и дочери.

## В ролях
- Богуслав Линда — Михал
- Дорота Сегда — Эва
- Александра Малишевская — Кася
- Цезары Пазура — Цезары
- Кристина Янда — Магда
- Тереса Липовская — тёща Михала
- Рената Данцевич — учительница музыки
- Бронислав Вроцлавский — адвокат
- Иоанна Касперская — служащая муниципальной полиции
- Богдан Невиновский — мужчина на собрании Общества прав отца
- Мирослав Зброевич — мужчина в костюме гориллы

## Награды
- 1996: «Золотая утка», приз за лучший польский фильм 1995 года
- 1995: Богуслав Линда (лучшая главная мужская роль на Фестивале польских игровых фильмов в Гдыне)
- 1995: Цезары Пазура (лучшая мужская роль второго плана на Фестивале польских игровых фильмов в Гдыне)
- 1995: Мацей Слесицкий (лучший режиссёр на Фестивале польских игровых фильмов в Гдыне)
- 1995: Рената Данцевич (лучшая женская роль второго плана на Фестивале польских игровых фильмов в Гдыне)
- 1995: Эва Смаль (лучший монтаж на Фестивале польских игровых фильмов в Гдыне)